# Старо-Кусково
Ста́ро-Куско́во — деревня в Асиновском районе Томской области, Россия. Входит в состав Новокусковского сельского поселения.

## География
Деревня с северо-запада вплотную примыкает к центру поселения — селу Ново-Кусково. Через Старо-Кусково протекает река Соколы, впадающая в одну из многочисленных проток Чулыма.

## История
Основана в 1845 г. В 1926 году состояла из 107 хозяйства, основное население — русские. В административном отношении входила в состав Ново-Кусковского сельсовета Ново-Кусковского района Томского округа Сибирского края.

## Население
| 1926 | 1939 | 1959 | 1970 | 1979 | 1989 | 2002 |
| ---- | ---- | ---- | ---- | ---- | ---- | ---- |
| 541  | ↘453 | ↘276 | ↘222 | ↘152 | ↘85  | ↗122 |
| 2010 | 2012 | 2013 | 2014 | 2015 | 2019 | 2021 |
| ↗128 | ↘126 | ↘124 | ↘121 | ↘115 | ↗119 | ↘116 |

## Социальная сфера и экономика
Ближайшие фельдшерско-акушерский пункт и школа находятся в селе Ново-Кусково.